# Cornelius Adler
Cornelius Adler (Braunschweig, 21 de enero de 1989) es un exjugador alemán de baloncesto. Mide 1,98 metros de altura y ocupa la posición de Alero. Su último equipo fue el Hamburg Towers de la BBL alemana.